# Marta Žderić
Marta Žderić (Metković, 20. travnja 1990.), hrvatsko-crnogorska rukometašica, članica ŽRK Budućnost iz Podgorice. Članica je i crnogorske rukometne reprezentacije, a prije je igrala za hrvatsku reprezentaciju. Igra na poziciji vratarice.
Kao članica hrvatske ženske rukometne reprezentacije debitirala na Svjetskom prvenstvu 2011. godine a branila je još na europskim prvenstvima 2012. i 2014. godine.
S ekipom ŽRK Podravka Vegeta osvajačica je hrvatskog rukometnog prvenstva i kupa u razdoblju od 2007. do 2013. 
Osvajačica je brončane medalje na Mediteranskim igrama u Mersinu, Turska.
Marta Žderić je 2015. godine proglašena rukometašicom godine.

## Osobni život
Marta Žderić je udata za Matu Batinovića, vaterpolista, osvajača naslova prvaka Europe s dubrovačkim VK Jug 2006. godine.
2015. godine završava magisterij ekonomije smjer menadžment turizma Međimirskog veleučilišta u Čakovcu.